# Lophocolea granulosa
Lophocolea granulosa là một loài Rêu trong họ Lophocoleaceae. Loài này được Gottsche mô tả khoa học đầu tiên..